# Чуваши (Кирово-Чепецкий район)
Чуваши́ — деревня в Кирово-Чепецком районе Кировской области, административный центр Чувашевского сельского поселения.

## География
Расстояние до районного центра (город Кирово-Чепецк) — 35 км.
С Кирово-Чепецком деревня связана пригородными автобусными маршрутами: прямым № 104 и транзитным № 209 (Кирово-Чепецк — Селезениха).

## История
В 1904 году в деревне Чувашевская было 27 дворов, земство построило общественную запруду (как противопожарное средство).
Согласно переписи населения 1926 года деревня Чуваши входила в Вахрушевский сельсовет Селезневской волости, в ней проживало 498 человек (106 хозяйств).
В 1925—1926 годах местный житель Михаил Степанович Одинцов с сыновьями построил в деревне часовню, которая была освящена в честь иконы Божией Матери «Неопалимая купина». В 1929 году в Вятскую губернию прибыл и поселился в Чувашах священник Платон Константинович Авениров, сосланный в 58-летнем возрасте из Великого Устюга, вместе с матушкой Марией и последней из двенадцати их детей Антониной.
В первой половине 1930-х годов часовня в Чувашах была преобразована в церковь, для чего приезжали священнослужители из Вятской епархии и освятили её в честь Михаила Архангела. В конце десятилетия церковь была закрыта.
В 1980-е годы в Чувашах была центральная усадьба совхоза имени Кирова (ныне ООО "Агрофирма «Чуваши»).

## Население
| 2010 |
| ---- |
| 874  |

## Инфраструктура
В деревне имеются школа, сельский Дом культуры, библиотека.

## Застройка
Улицы деревни: Воргашорская, Малаховская, Садовая, Советская, Юбилейная.